# Vann Walls

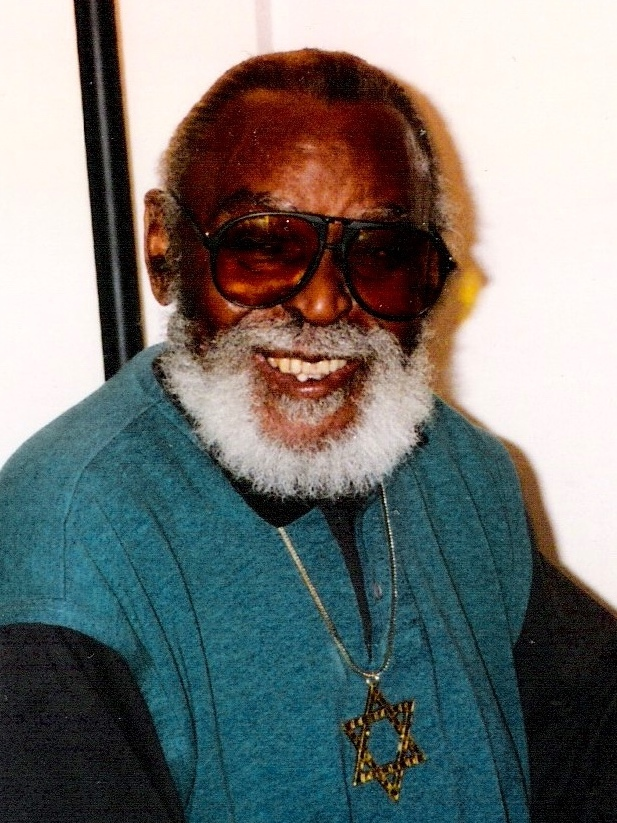
Van „Piano Man“ Walls (2014)

Vann „Piano Man“ Walls (* 24. August 1918 als Harry Eugene Vann in Middlesboro, Kentucky, USA; † 24. Februar 1999 in Montreal, Québec, Kanada) war ein US-amerikanischer R&B-Pianist und Songwriter. Er war lange Zeit Studiomusiker für Atlantic Records und spielte bei Hits von bekannten Musikern und Bands wie Big Joe Turner, Ruth Brown und The Clovers Klavier. Walls trat unter verschiedenen Namen auf, darunter Van Walls, Harry Van Walls und Captain Van.

## Biografie
Walls wurde in Middlesboro, Kentucky, als Harry Vann geboren und wuchs in Charleston, West Virginia, auf. Er nahm den Namen Walls seines Stiefvaters an, den seine Mutter später heiratete, und wurde Vann Walls (oft als Van Walls geschrieben). Als er sechs Jahre alt war, begann seine Mutter, eine Klavierlehrerin, ihm das Klavierspielen beizubringen, und seine ersten Erfahrungen mit dem Musizieren machte er in der Kirche.
Sein frühes Spiel zeigt den Einfluss des Jump-Blues-Pianisten Jay McShann. In seinen späten Teenagerjahren bereiste Walls den Süden der Vereinigten Staaten mit umherziehenden Shows. In seinen 20ern kehrte er nach Charleston zurück. wo er in lokalen Clubs spielte und eine Samstagnachmittagsshow bei einem Radiosender hatte. Hier hörte ihn Bandleader Cal Greer, der ihn einlud, sich seiner Band anzuschließen, die Kohlebergbau-Camps bereiste. Nachdem sich Greers Band aufgelöst hatte, gründete Walls seine eigene Band mit Sitz in Columbus, Ohio.
In den späten 1940er Jahren kam der Saxophonist Frank „Floorshow“ Culley nach Columbus und hörte Walls spielen. Culley lud Walls ein, sich dem neuen Label Atlantic Records in New York City als Pianist der Hausband anzuschließen. Walls begann 1949 bei Atlantic. Seine ersten Aufnahmen bei dem Label machte er mit Frank Culleys Band. In den nächsten Jahren wurde Walls auf den R&B-Platten von Atlantic nahezu allgegenwärtig. Er spielte bei den Aufnahmen von Big Joe Turner, Ruth Brown, The Clovers und vielen anderen.
1954 schloss sich Walls den Nite Riders an, einer Band aus Philadelphia (sie zogen später nach Hartford, Connecticut, wo sie ihr eigenes Aufnahmestudio eröffneten). Die Gruppe veröffentlichte hauptsächlich bei Apollo Records, obwohl sie 1957 auch eine Single für MGM Records aufnahmen. In den frühen 1960er Jahren nahmen sie auch für verschiedene andere Labels auf, darunter Cherry, Chime und Courtesy.
Die Nite Riders tourten ausgiebig im Nordosten der USA und im Osten Kanadas. 1955 spielten sie 19 Wochen lang in Montreals Esquire Show Bar, einem R&B-Hotspot. Während seines Aufenthalts in Montreal lernte Walls seine zukünftige Frau Ruth kennen; sie heirateten 1963. Walls blieb in der Stadt, und nachdem sich die Nite Riders Mitte der 1960er Jahre aufgelöst hatten, trat er unter anderem mit seiner Band Cap’n Vann and the Pirates in Clubs auf, verschwand jedoch immer mehr aus dem Fokus des breiten Musikpublikums.
Walls tauchte in den 1990er Jahren wieder auf, beginnend mit einem Konzert am 18. Mai 1990 in Brooklyn Heights, New York City, wo er mit seinem ehemaligen Klavierschüler Mac Rebennack alias Dr. John auftrat. Walls und Rebennack traten einige Monate später beim Festival International de Jazz de Montréal wieder zusammen auf. Im weiteren Verlauf des Jahrzehnts spielte er auf zahlreichen weiteren Jazz- und Bluesfestivals, darunter das Montreux Jazz Festival.
1997 veröffentlichte Walls mit der Stephen Barry Band aus Montreal sein letztes Album In the Evening, das für einen Juno Award in der Kategorie „Bestes Blues-Album“ nominiert wurde. Während dieser Aufnahmen entstand der Dokumentarfilm Vann „Piano Man“ Walls, der erst 2013 veröffentlicht wurde. 1997 wurde Walls auch mit einem Pioneer Award der Rhythm and Blues Foundation ausgezeichnet.
Vann Walls starb am 24. Februar 1999 an Krebs. 2015 wurde er in die West Virginia Music Hall of Fame aufgenommen.